# The Road to Gettysburg
The Road to Gettysburg est un jeu vidéo de type wargame créé par Paul Murray et publié par Strategic Simulations en 1982 sur Apple II. Le jeu se déroule en juin 1863, pendant la guerre de Sécession, et simule la bataille de Gettysburg. Il utilise le même système que Napoleon's Campaigns: 1813 and 1815. Le jeu se déroule sur un champ de bataille divisé en cases hexagonales et en différents types de terrain. L'ordinateur tient le rôle de commandant des unités et envoie au joueur des rapports sur les résultats des combats. Le joueur transmet ses ordres aux unités par l'intermédiaire de messagers. Ces troupes mettent donc un certain temps à exécuter les ordres, si le commandant de l'unité accepte d'obéir aux ordres.

## Trame
The Road to Gettysburg  retrace la bataille de Gettysburg de la guerre de Sécession qui oppose l’armée de Virginie du Nord des états confédérés, menée par le général Robert E. Lee, à l’armée du Potomac de l’Union, commandée par le général George Meade. En juin 1863, après s’être heurtée aux défenses de l’Union au sud de Washington, le général Lee mène son armée au nord-ouest et pénètre en Pennsylvanie, portant ainsi le conflit au cœur des territoires de l’Union. Pour l’arrêter, l’armée fédérale quitte ses positions défensives autour de Washington et de Baltimore afin de l’intercepter. Le 28 juin, après avoir installé son quartier général à Chambersburg, l'armée confédéré doit faire face à la cavalerie ennemie, alors que l’armée de l’Union traverse le Potomac pour tenter de l’empêcher de bloquer la route vers Washington. Les deux armées s’affrontent finalement entre le 1er et le 3 juin à Gettysburg dans l’une  des batailles les plus connues de la guerre de Sécession, qui impliquent plus de 160 000 soldats et voit les confédérés subir un sérieux revers,.

## Système de jeu
The Road to Gettysburg est un wargame qui simule, au niveau stratégique, la bataille de Gettysburg de la guerre de Sécession. Le joueur incarne le général Robert E. Lee et commande l’armée de Virginie du Nord des états confédérés. Il affronte l’ordinateur ou un autre joueur, qui incarne le général George Meade et commande l’armée du Potomac de l’Union. Le jeu propose deux scénarios. Le premier couvre la campagne complète, du 28 juin au 4 juillet, alors que le second se concentre uniquement sur la bataille de Gettysburg, entre le 1er et le 3 juillet. The Road to Gettysburg utilise le même système de jeu que son prédécesseur, Napoleon's Campaigns: 1813 and 1815, dont le principal objectif est de simuler les incertitudes de renseignement et de commandement rencontré par un général d’une grande armée du XIXe siècle, comme la mauvaise ou compréhension des ordres ou le manque d’information. En tant que général, le joueur reçoit ainsi des rapports de ses subordonnés directs, puis leur transmet ses ordres. Cependant, ces rapports ne sont pas forcément exacts, les ordres donnés par le joueur ne sont pas toujours suivi et, dans les deux cas, la transmissions de l’information n’est pas instantanée et peut prendre plusieurs tours.
Comme son prédécesseur, le jeu se déroule sur une carte divisée en cases hexagonales, qui correspondent à différents types de terrain. Sur celle-ci, le joueur contrôle des corps d’armée constitués d’infanterie, de cavalerie ou d’artillerie et qui comptent entre 6000 et 8000 soldats. Le jeu se déroule au tour par tour, chaque tour étant divisé en plusieurs phases. Lors des premières phases, le joueur reçoit des rapports de reconnaissance, d’activités et de batailles de ses subordonnées qui lui donnent des informations concernant notamment la position et les déplacements de ses unités ou les affrontements qui ont eu lieu lors des tours précédents.  Après avoir pris connaissance de tous ces rapports, le joueur peut donner des ordres à ses unités par l’intermédiaire de trois menus respectivement dédié aux ordres stratégiques, aux ordres donnés à un corps d’arme et à ceux donnés à un groupe de corps d’armée sous les ordres d’un commandant. Le premier menu permet au joueur de visualiser la carte du champ de bataille, de consulter le statut des unités, mais aussi de désigner un commandant secondaire, de relire les différents rapports, de sauvegarder la partie et de terminer le tour. Le deuxième et le troisième lui permettent de donner des ordres à une unité ou à un groupe d’unité comme se déplacer, attaquer ou battre en retraite.
Le système de jeu de The Road to Gettysburg se distingue de celui de Napoleon's Campaigns: 1813 and 1815 sur plusieurs aspects. La différence la plus importante concerne la disparition du système de ligne d’approvisionnement. Les confédérés gagnent en effet des points de victoire grâce au fourrageage, qui se traduit dans le jeu en contrôlant notamment les villes, qui rapportent jusqu’à cinq points, ou les routes, qui peuvent en rapporter trois,. Une autre différence concerne la distance qui sépare initialement le quartier général confédéré de certains corps d’armée, dont notamment de leur unique unité de cavalerie. Les communications entre le joueur et son unité de cavalerie prennent ainsi initialement trois tours de jeu, ce qui complique les opérations de reconnaissance et fait qu’il est difficile de connaitre les mouvements de l’armée ennemie. Le jeu introduit également une règle pour prendre en compte les traînards, qui diminue l’efficacité des unités lors des marches forcées (de jour ou de nuit) et qui augmente le temps de repos nécessaire pour récupérer,. Enfin, le jeu propose une nouvelle option qui permet de résoudre les combats sans l’aide de l’ordinateur, sur un plateau et avec des pions fournis avec le jeu. Au début d’un combat, l’ordinateur liste alors les statistiques de toutes les unités impliquées dans le combat et permet au joueur de sauvegarder la partie. En relançant la partie, le joueur doit alors rentrer les résultats du combat (pertes, fatigue…) dans l’ordinateur,.

## Publication
Développé par Paul Murray, The Road to Gettysburg est publié par Strategic Simulations en février 1982 sur Apple II,.

## Accueil
| The Road to Gettysburg |      |       |
| Média                  | Nat. | Notes |
| Computer Gaming World  | US   | 2/5   |
| Tilt                   | FR   | 2/6   |

À sa sortie, le jeu ne parvient pas entièrement à convaincre le journaliste Bob Proctor, du magazine Computer Gaming World. En effet, si celui-ci juge que le programme joue « méchamment bien » et qu’une certaine persévérance est nécessaire avant de parvenir à gagner, il estime que persévérer ne va pas forcement de soi. D’après lui, en plus des trois formes de brouillard de guerre imaginées par les concepteurs vient en effet s’ajouter une quatrième difficulté : « rien n’est fait pour aider le joueur à comprendre ce qui se passe ». Il explique notamment que les premières parties se révèlent « déconcertantes » et que, compte tenu du côté très « abstrait » du jeu, il regrette que le manuel d’instructions n’explique pas en détail certains mécanismes du jeu. Il juge en revanche que pour les joueurs capables de maitriser le jeu, celui-ci se révèle « une simulation authentique et difficile », qui fonctionne correctement, est dépourvue de bugs et bénéficie d’une réalisation typique des jeux Strategic Simulations, avec notamment un excellent packaging. En conclusion, il juge que le jeu étant principalement destiné aux wargamers, son principal défaut – sa difficulté – n’est peut-être pas trop problématique. Ainsi, s’il recommande aux débutants de commencer avec un jeu plus simple d’accès, comme The Battle of Shiloh, il estime que les joueurs qui recherchent le meilleur jeu du genre peuvent se tourner vers The Road to Gettysburg. Dans une critique de Napoleon's Campaigns et de sa suite, le journaliste Archibald Dale du magazine Creative Computing estime lui aussi que le jeu n’est « pas facile », qu’il « nécessite de l’entrainement » et que son manuel d’instructions manque de détails sur certains aspects. Il juge néanmoins qu'il peut très bien convenir aux joueurs susceptibles d’apprécier un jeu long, très détaillé et qui demande une vraie implication. Dans sa critique publié par le magazine Family Computing, le journaliste James Delson met d’abord en avant la manière dont ses concepteurs  ont réussi à incorporer au jeu les incertitudes liés à la chaine de commandement et juge que « le chaos » qui en résulte en fait « un superbe programme » et une des meilleures représentations de la folie qui caractérise la structure de commandement lors d’une grande bataille. Il note en revanche qu’il souffre de défauts similaires aux autres wargames sur ordinateur, dont le manque d’action, la durée excessive des parties, la difficulté de maitriser son système de jeu complexe et son système de commande, qu’il juge « frustrant » même pour les wargamers expérimentés. Il conclut ainsi que ce n’est pas un jeu destiné aux débutants mais que, pour les joueurs qui souhaitent faire face aux défis et aux frustrations auxquels sont confrontés les véritables généraux, il constitue « une excellente simulation ».